# Dactylomys peruanus
Dactylomys peruanus é uma espécie de roedor da família Echimyidae.
É conhecida de duas localidades: Cotapata, na Bolívia, e Juliaca, no Peru.